# Caracal
Caracal este un municipiu în județul Olt, Oltenia, România. Este fosta reședință a județului Romanați. Teritoriul administrativ al municipiului are o suprafață de 7.472 hectare, iar populația este de 30.954 locuitori.
Municipiul Caracal este un important nod rutier, fiind situat la intersecția drumului național DN6 (E70), cu drumurile naționale DN54 și DN64, beneficiind în același timp și de un important nod de cale ferată. Caracalul are un potențial mare de dezvoltare, acesta aflându-se la 40 km de Portul Corabia și la 55 km de Aeroportul Internațional Craiova.
Acesta mai este cunoscut și pentru multitudinea de clădiri de patrimoniu, ce se regăsesc în apropierea centrului orașului, fapt pentru care, la 29 decembrie 2022, municipiul Caracal a fost declarat Stațiune Turistică de Interes Local.

## Etimologie
Pentru proveniența numelui municipiului Caracal, s-au emis două ipoteze:
• Prima este legată de numele Împăratului Roman Marcus Aurelius Antoninus Caracalla (211-217), care, în urma unei campanii militare împotriva geților, ar fi împroprietărit, în anul 215 d.Hr., o parte din veterani. Aceștia au întemeiat o așezare ce i-a purtat numele - Caracalla, cetățenii orașului Romula primind cetățenie romană și numele de „romanates”;
• A doua ipoteză, presupune că numele orașului a fost atribuit de către cumani, în secolele IX-X, Kara-Kale însemnând în cumană Cetatea Neagră sau Turnul Negru. O dovadă vie, privind posibila existență a cumanilor pe aceste meleaguri, este actuala existență, în apropiere, a unor sate ce poartă denumirile de Comani, Comanca, Comănița.

## Istorie

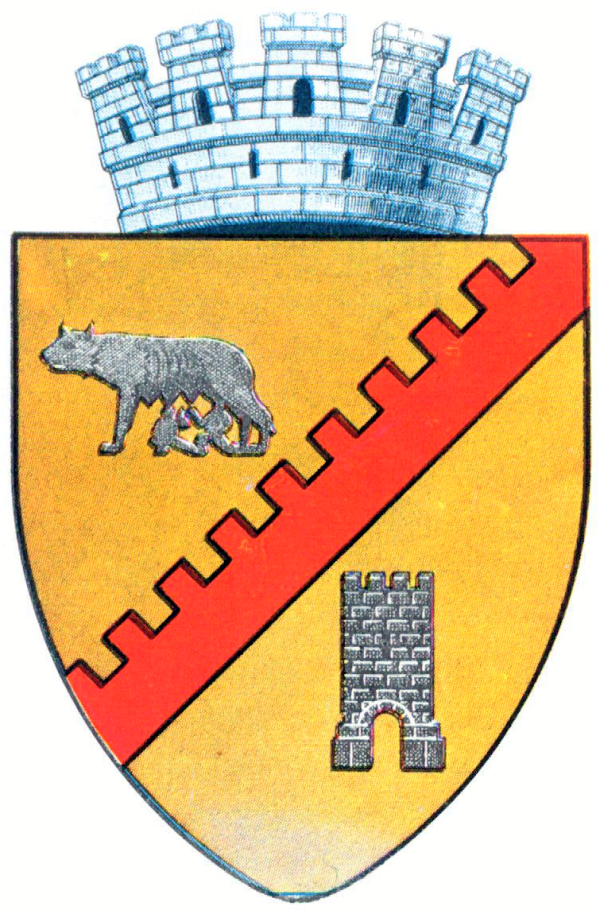
Stema interbelică

### Preistorie
Teritoriul actual al Caracalului este atestat arheologic ca fiind locuit încă din Neolitic. Cele mai vechi urme de locuire aparțin culturii Vădastra, caracterizată prin ceramică decorată cu motive geometrice incizate și pictate. Săpăturile arheologice au scos la iveală așezări din această perioadă, care demonstrează existența unor comunități agricole stabile, organizate în jurul unei economii bazate pe cultivarea cerealelor, creșterea animalelor și meșteșuguri precum torsul și țesutul. Zona a fost, de asemenea, tranzitată de triburi proto-tracice, care au contribuit la conturarea identității culturale a regiunii.

### Antichitate
În perioada dacică, teritoriul actual al Caracalului făcea parte din aria de influență a triburilor geto-dace. După cucerirea Daciei de către romani în anul 106 d.Hr., zona a devenit un punct strategic, învecinându-se cu cetatea Romula-Malva, capitala provinciei Dacia Malvensis. Romula, situată la aproximativ 9 km de Caracal, era un oraș fortificat, cu străzi pavate, apeducte și clădiri publice impresionante. Caracalul era, în acea perioadă, o suburbie a Romulei, jucând un rol important în asigurarea resurselor necesare armatei romane staționate în regiune. După retragerea romană în secolul al III-lea, așezările din jurul Caracalului au continuat să fie populate de daco-romani, contribuind la formarea poporului român.

### Evul Mediu
Caracalul este menționat pentru prima dată într-un document din 17 noiembrie 1538, dar așezarea exista cu mult înainte, ca un târg important pe rutele comerciale dintre Dunăre și Muntenia centrală. Numele său provine probabil din termenii cumani "kara kale", indicând o fortificație întunecată. În această perioadă, Caracalul se afla sub influența boierilor Craiovești și a Brâncovenilor, care dețineau vaste moșii în zonă. Domnitorul Mihai Viteazul a folosit Caracalul ca bază strategică în campaniile sale, contribuind astfel la creșterea importanței economice și administrative a târgului. Tot în Evul Mediu, orașul a suferit dese incursiuni otomane, care au influențat structura demografică și economică a regiunii.

### Sfârșitul Secolului XIX
După Unirea Principatelor din 1859, Caracalul a devenit reședința județului Romanați, ceea ce i-a conferit un statut administrativ important. Dezvoltarea infrastructurii, precum drumurile și căile ferate, a stimulat comerțul, în special cel cu cereale și animale. În această perioadă au fost construite clădiri reprezentative, precum Palatul Administrativ, școli și biserici. Agricultura era principala activitate economică, iar târgurile organizate în Caracal atrăgeau comercianți din toată țara.

### Începutul Secolului XX și Perioada Interbelică
În perioada interbelică, Caracalul a cunoscut o modernizare rapidă, datorită noilor politici economice și reformei agrare. În această perioadă au fost dezvoltate școli, biblioteci și instituții culturale, iar orașul a devenit un centru al vieții intelectuale din sudul României. Totodată, clădirile în stil eclectic și neoromânesc, construite în acea perioadă, au schimbat arhitectura orașului, conferindu-i un aspect urban sofisticat.
Perioada interbelică a reprezentat pentru Caracal o etapă de înflorire economică, culturală și urbanistică, orașul continuând să joace un rol important în regiunea sudică a României. Beneficiind de statutul său de reședință a județului Romanați, Caracalul a devenit un centru de atracție pentru comercianți, antreprenori și intelectuali.

#### Economie și agricultură
Reforma agrară din 1921 a avut un impact semnificativ asupra regiunii, redistribuind pământul marilor moșii către țăranii locali. Această măsură a contribuit la creșterea producției agricole, iar târgurile săptămânale din Caracal au devenit puncte de referință pentru comerțul cu cereale, vite și produse meșteșugărești. Orașul era renumit pentru activitatea comercială intensă, fiind conectat prin infrastructura feroviară la piețele din București, Craiova și alte orașe importante.
În plus, au început să se dezvolte mici industrii locale, cum ar fi morăritul, prelucrarea lemnului și confecțiile, care au contribuit la diversificarea economiei. În această perioadă, s-au deschis și primele bănci locale, care ofereau credite pentru agricultori și comercianți, sprijinind astfel creșterea economică.

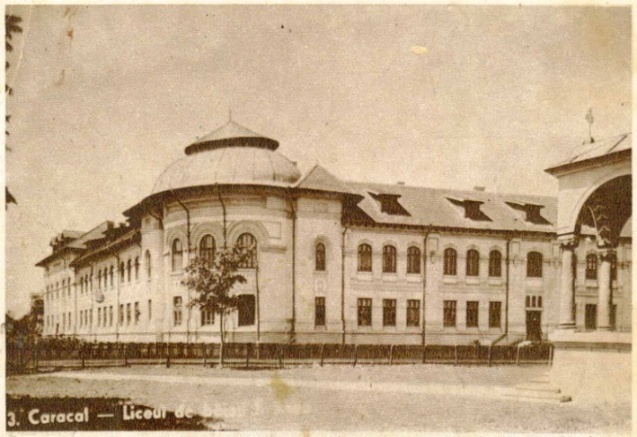
Liceul „Ioniță Asan” în perioada interbelică

#### Cultură și educație
Un alt aspect remarcabil al acestei perioade a fost accentul pus pe educație și cultură. În anii interbelici, Caracalul s-a remarcat printr-un număr considerabil de școli primare, gimnazii și licee, cum ar fi Liceul „Ioniță Asan”, care devenise unul dintre cele mai prestigioase instituții de învățământ din sudul țării. Elevii acestui liceu au participat la diverse competiții naționale și au fost recunoscuți pentru rezultatele lor academice.
Tot în această perioadă, orașul a cunoscut o efervescență culturală. Teatrul din Caracal, inaugurat la începutul secolului XX, organiza spectacole de teatru, concerte și evenimente literare care atrăgeau personalități marcante ale vremii. Biblioteca Publică a județului Romanați s-a extins, oferind acces la o gamă variată de cărți și reviste, contribuind la educarea și informarea publicului.
De asemenea, publicațiile locale, precum ziarele și revistele de opinie, aveau un rol important în promovarea ideilor democratice și în dezbaterea problemelor locale. Personalități locale sau regionale contribuiau frecvent cu articole despre politică, economie și cultură.

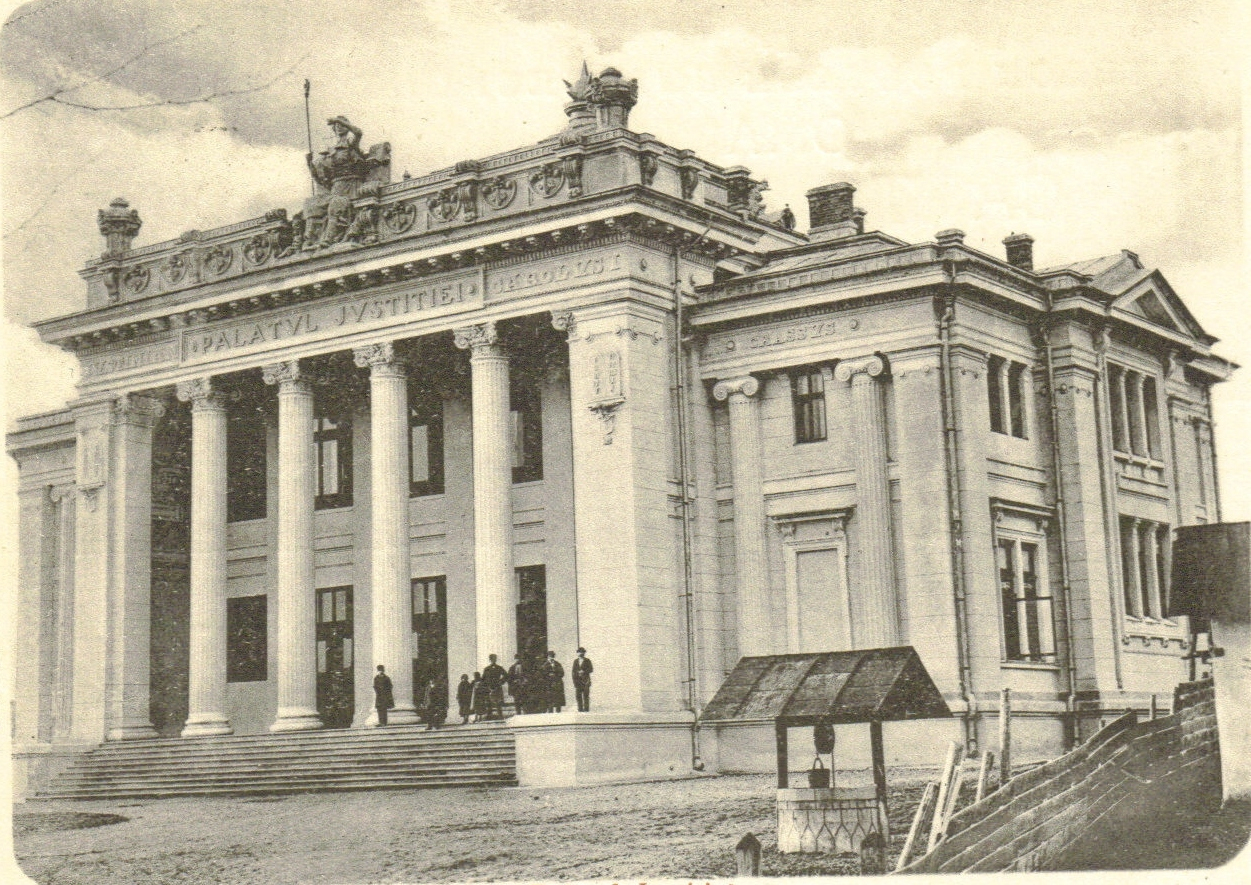
Palatul de Justiție din Caracal în anul 1903.

#### Dezvoltare urbanistică
Urbanistic, Caracalul a suferit transformări majore. Străzile principale au fost pavate, iar iluminatul public pe bază de gaz și ulterior electric a fost extins, conferind orașului un aspect modern. În această perioadă au fost construite clădiri emblematice, cum ar fi:
- Palatul Administrativ, care găzduia instituțiile publice ale județului;
- Palatul de Justiție, un simbol al județului Romanați;
- Teatrul Național, un exemplu de arhitectură neoclasică;
- Biserici noi și renovări ale lăcașurilor de cult mai vechi.
Orașul a fost împărțit în cartiere mai bine organizate, iar populația a crescut constant datorită imigrației din zonele rurale din împrejurimi. În plus, locuitorii din Caracal au început să beneficieze de servicii publice mai bine organizate, precum alimentarea cu apă potabilă și modernizarea spitalelor.

#### Viața socială
Viața socială din Caracal, în perioada interbelică, era animată de târgurile și bâlciurile anuale, care atrăgeau oameni din toată regiunea. Aceste evenimente erau ocazii pentru schimburi comerciale, dar și pentru manifestări culturale și artistice. Oamenii se adunau pentru a asista la spectacole de teatru popular, muzică lăutărească și dansuri tradiționale.
Clasele sociale erau bine delimitate, dar exista o tendință de democratizare a accesului la educație și cultură, datorită reformelor guvernamentale. Elita orașului era formată din mari comercianți, profesori, preoți și funcționari publici, care aveau un rol activ în modelarea identității comunității.

#### Politică și administrație
Politic, Caracalul era un centru important al vieții democratice din județ. Partidele politice principale, precum Partidul Național Liberal și Partidul Național Țărănesc, aveau filiale active, iar campaniile electorale erau intens disputate. Orașul a fost martor la mai multe adunări și mitinguri politice, unde lideri naționali veneau să-și prezinte programele.

### Caracalul în timpul celor două Războaie Mondiale
Municipiul Caracal a avut un rol deosebit de important în ambele Războaie Mondiale datorită poziției sale strategice și a garnizoanei sale militare, care includea Regimentul 2 Călărași și Regimentul 3 Roșiori. Aceste unități militare de elită, cunoscute pentru vitejia lor, au participat activ în cele mai importante campanii ale României.

#### Primul Război Mondial (1914–1918)

##### Regimentul 2 Călărași
Regimentul 2 Călărași, cu garnizoana la Caracal, a avut un rol important în acțiunile militare desfășurate pe frontul de sud și în Campania din Dobrogea, în special în luptele împotriva Puterilor Centrale în 1916. Cavaleria regimentului era folosită pentru:
- Recunoaștere și patrulare în zonele ocupate;
- Acțiuni de hărțuire a trupelor inamice;
- Sprijinirea infanteriei în luptele desfășurate în sudul Munteniei și în Oltenia.
Un episod notabil a fost participarea regimentului în apărarea retragerii trupelor române către Moldova, în urma ocupării Bucureștiului. Cavalerii din Regimentul 2 Călărași au luptat cu eroism pentru a asigura protecția ariergardei.

##### Regimentul 3 Roșiori
Regimentul 3 Roșiori, o altă unitate de cavalerie de elită, a fost implicat în luptele de pe frontul de sud și în manevrele din zona Carpaților Meridionali. Cavaleria regimentului a jucat un rol esențial în menținerea legăturii între diversele unități române și aliate, în special în contextul retragerii din 1916.

##### Contribuția orașului
Orașul Caracal a fost un important centru de mobilizare și logistică.
Locuitorii orașului au sprijinit activ efortul de război prin:
- Organizarea de spitale de campanie pentru soldații răniți;
- Aprovizionarea trupelor cu alimente și echipamente;
- Sprijinirea refugiaților care veneau din zonele ocupate.

#### Al Doilea Război Mondial (1939–1945)

##### Regimentul 2 Călărași
În timpul celui de-Al Doilea Război Mondial, Regimentul 2 Călărași a fost mobilizat pentru a participa la campania din est. Cavaleria regimentului s-a remarcat în luptele din Basarabia și Ucraina, unde a fost implicată în:
- Misiuni de recunoaștere și infiltrare în liniile inamice;
- Asigurarea flancurilor trupelor române în timpul ofensivei către Stalingrad.
După întoarcerea armelor împotriva Germaniei în august 1944, regimentul a luptat pentru eliberarea Transilvaniei și a continuat să avanseze pe teritoriul Ungariei și Cehoslovaciei alături de forțele aliate.

##### Regimentul 3 Roșiori
Regimentul 3 Roșiori a avut un rol similar, fiind implicat în misiuni de sprijin și acoperire pe fronturile din est și vest. Cavaleria regimentului era renumită pentru mobilitatea și eficiența sa în condiții dificile.

##### Orașul în timpul războiului
Caracalul a fost un centru logistic important, iar locuitorii săi au continuat să sprijine efortul de război. În timpul conflagrației, orașul a organizat puncte medicale și depozite de provizii pentru trupele care tranzitau zona.

### Perioada Comunistă (1947 - 1989)
După instaurarea regimului comunist în România, Caracalul a trecut printr-o transformare profundă, marcată de schimbări economice, sociale și administrative care au redefinit identitatea orașului. Această perioadă, care a durat din 1947 până în 1989, a fost caracterizată de industrializare forțată, colectivizarea agriculturii și modificări urbane semnificative.

#### Reorganizare administrativă
Unul dintre primele efecte ale regimului comunist a fost desființarea județului Romanați în 1950, când Caracalul a fost integrat în nou-creata regiune Oltenia, iar mai târziu în județul Olt. Această schimbare a redus din importanța administrativă a orașului, care nu mai era reședință de județ, ci doar un centru urban. Cu toate acestea, Caracalul a rămas un punct important pe harta economică a regiunii, datorită noilor politici industriale.

#### Industrializare forțată
Regimul comunist a implementat planuri ambițioase de industrializare în toată țara, iar Caracalul a fost inclus în această strategie. În anii 1950-1970, au fost construite mai multe unități industriale, dintre care cele mai importante erau:
- Fabrica de Confecții, care producea haine pentru export și piața internă;
- Uzina de Prelucrare a Lemnului, specializată în mobilă și alte produse din lemn;
- Întreprinderi de Industrie Alimentară, cum ar fi fabrici de panificație și conserve;
- Fabrica de vagoane, specializată în vagoane de marfă.
Aceste fabrici au atras o mare parte din populația rurală din împrejurimi, care s-a mutat în oraș în căutarea unui loc de muncă. Acest fenomen a dus la o creștere a populației și a schimbat structura demografică a Caracalului.

#### Colectivizarea agriculturii
În paralel cu industrializarea, regimul comunist a impus colectivizarea agriculturii, transformând fermele individuale în cooperative agricole de producție (CAP). Această politică a avut un impact profund asupra satelor din jurul Caracalului, multe dintre ele fiind forțate să contribuie cu pământ, animale și utilaje agricole la noile structuri colective.
Deși colectivizarea a generat rezistență din partea țăranilor, ea a schimbat complet economia agricolă a regiunii, accentuând rolul Caracalului ca centru de coordonare pentru producția agricolă organizată.

#### Transformări urbane
Orașul a cunoscut o schimbare semnificativă a peisajului urbanistic. Au fost construite numeroase blocuri de locuințe din beton, care aveau scopul de a găzdui muncitorii veniți să lucreze în noile fabrici. Aceste blocuri au fost ridicate în zonele centrale și periferice ale orașului, înlocuind adesea casele tradiționale, mutilând, practic, centrul vechi al capitalei Romanațene.
În plus, infrastructura orașului a fost modernizată pentru a răspunde nevoilor unei populații în creștere. Au fost extinse rețelele de apă și canalizare, iar sistemul de transport public a fost dezvoltat. Cu toate acestea, multe dintre aceste proiecte erau realizate în grabă, ceea ce a afectat calitatea construcțiilor și serviciilor.

#### Viața socială și culturală
Regimul comunist a impus un control strict asupra vieții sociale și culturale din Caracal. Activitățile culturale erau organizate sub egida Partidului Comunist, iar teatrul, cinematografele și bibliotecile erau utilizate pentru propagandă. Teatrul din Caracal, de exemplu, a găzduit spectacole care promovau valorile socialiste.
Educația a fost, de asemenea, reorganizată, punându-se accent pe formarea tehnică și ideologică a tinerilor. Liceele din oraș au fost adaptate pentru a pregăti forță de muncă calificată pentru noile industrii, iar cluburile muncitorești organizau cursuri de alfabetizare și pregătire profesională.

#### Control politic și securitate
Perioada comunistă a fost caracterizată de supravegherea strictă a populației de către Securitate, poliția politică a regimului. În Caracal, ca și în alte orașe mici, suspiciunea și teama de denunțuri erau omniprezente. Locuitorii orașului erau încurajați să participe la adunări publice, marșuri și alte activități de masă organizate de partid, iar orice formă de opoziție era rapid reprimată.

#### Declinul economiei în anii 1980
Deși inițial industrializarea a adus prosperitate relativă orașului, criza economică din anii 1980 a afectat profund Caracalul. Lipsa investițiilor, corupția și planificarea deficitară au dus la stagnarea producției industriale. Multe fabrici funcționau la capacitate redusă, iar locuitorii se confruntau cu penurii de alimente, combustibil și alte bunuri de bază.

#### Moștenirea comunistă
La finalul perioadei comuniste, Caracalul rămânea un oraș industrializat, dar confruntat cu numeroase probleme structurale. Blocurile gri, fabricile supradimensionate și infrastructura deficitară reprezentau simboluri ale unui sistem care prioritizase cantitatea în detrimentul calității. Totuși, această perioadă a lăsat și urme pozitive, cum ar fi accesul extins la educație, sănătate și locuințe pentru majoritatea populației.

### 1990 - prezent
După căderea regimului comunist în 1989, Caracalul a trecut printr-o perioadă dificilă de tranziție economică. Privatizarea industriei și declinul agriculturii tradiționale au dus la o scădere a nivelului de trai și la migrarea populației către orașe mai mari sau în străinătate. Cu toate acestea, la 24 noiembrie 1994, Caracalul a fost ridicat la rang de municipiu. În prezent, autoritățile locale încearcă să revitalizeze orașul prin proiecte culturale și turistice. Monumentele istorice, precum Teatrul Național, bisericile vechi și alte clădiri de patrimoniu, sunt promovate ca atracții turistice, iar evenimentele culturale periodice contribuie la păstrarea identității locale.

## Stemă

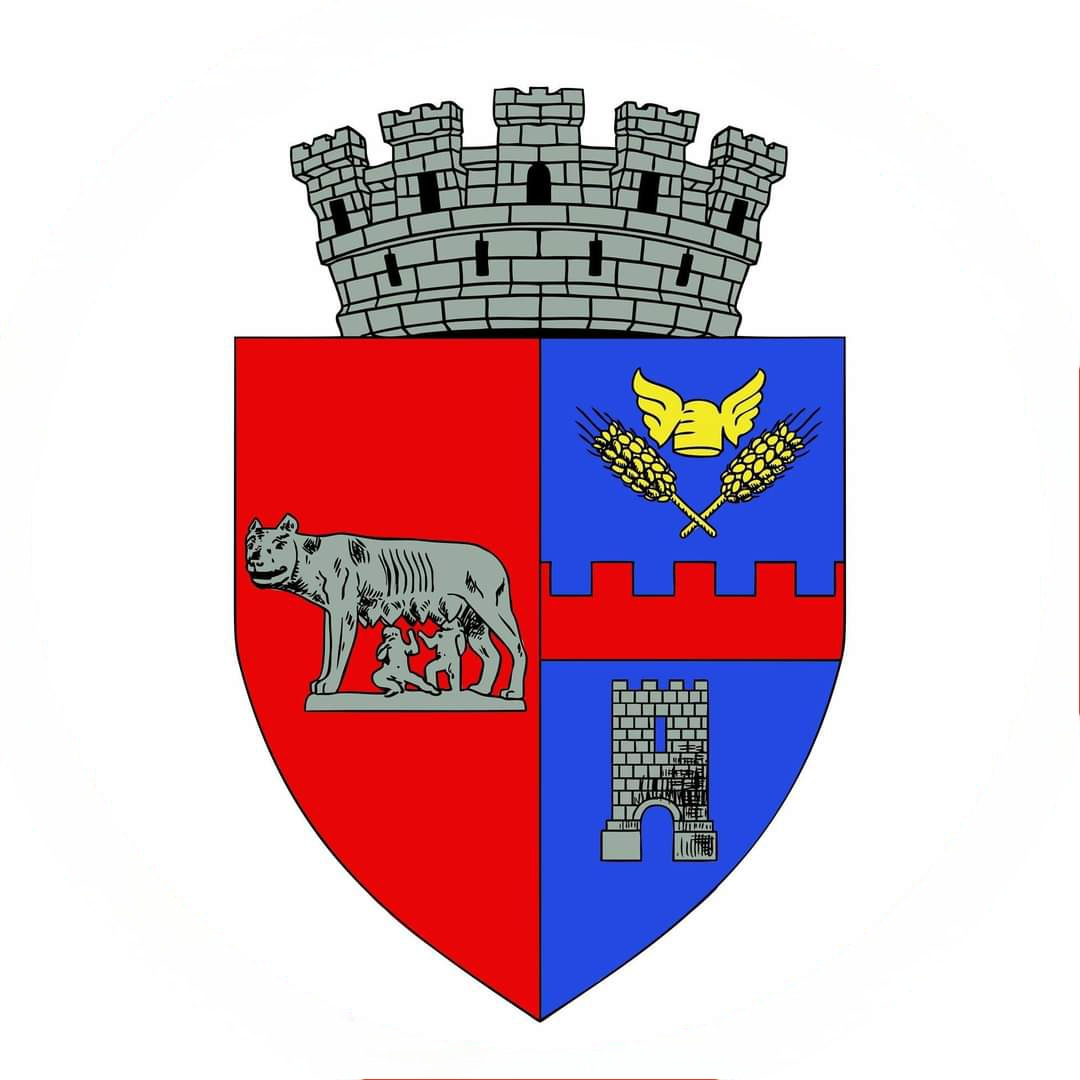
Stema Municipiului Caracal

Stema municipiului Caracal a fost adoptată prin Hotărârea Guvernului nr. 790/1999 și publicată în Monitorul Oficial, Partea I nr. 490 din 12 octombrie 1999. 

### • Descrierea stemei:
Stema municipiului Caracal, potrivit anexei nr. 4, se compune dintr-un scut despicat; în dreapta, pe roșu, lupoaica capitolină; partea din stânga, albastră, este tăiată de o fascie crenelată roșie.
În câmpul superior s-a plasat pălăria înaripată a zeului Mercur și două spice de grâu încrucișate, totul de aur.
În partea inferioară, un turn de argint crenelat, cu poartă deschisă și o fereastră luminată albastru.
Scutul este timbrat de o coroană murală de argint formată din cinci turnuri crenelate.

### • Semnificația elementelor însumate:
- turnul este o aluzie la denumirea localității, Caracale însemnând în limba peceneză "cetate neagră";
- lupoaica capitolină evocă intensul proces de romanizare ce s-a desfășurat în antichitate în această zonă;
- spicele de grâu amintesc bogăția solului și cultura cerealelor, tradițională în această zonă;
- pălăria înaripată vorbește despre activitatea comercială desfășurată în această localitate.

## Geografie

### Așezare geografică și relief
Caracalul se află în sudul României, între Slatina, la nord și Corabia, la sud. Municipiul se află în Câmpia Romanaților, care face parte din Câmpia Română. La est se află Câmpia Boianului, iar în partea de vest Câmpia Băileștilor.
Caracalul are o suprafață de 72 km². Altitudinea variază de la 90,9 m, în zona de est a orașului, până la aproximativ 137 m, în dealul Foișorului de Foc - Caracal.
Raportat la coordonatele geografice fixe, municipiul Caracal se regăsește la intersecția paralelei de 44°06'45" latitudine nordică, cu meridianul de 24°20'50" longitudine estică.

### Ape, floră și faună
În subteran, este străbătut de râul Gologan. În afară de valea pârâului Gologan, mai există încă o apă curgătoare, sub denumirea de Valea Torentului. Această vale puțin adâncită (6 - 8m), vine dinspre vestul orașului, traversează șoseaua Celaru și se desfășoară de-a lungul străzii Mărăști, prelungindu-se până la valea Gologanului. După cum numele îi spune, valea este seacă, având apă numai în timpul ploilor torențiale.
Caracalul este împrejmuit de pădurile de la Comanca, Fărcașele, Hotărani și Reșca. Zona geografică în care se află orașul Caracal are un climat temperat continental, cu ușoare influențe submediteraneene. Plantele din această zonă sunt specifice arealului stepei, înlocuite în prezent, aproape în totalitate, de culturi agricole. Vegetația naturală (spontană) din zona Caracal se încadrează în asociația de silvostepă (pajiște alternând cu pădure), în partea sudică și vestică și de luncă pe valea Tesluiului și Oltului.
Fauna este cea caracteristică stepei și silvostepei.

### Climă
Clima în Caracal este specifică României, respectiv temperat-continentală. Sunt specifice patru anotimpuri: iarnă, primăvară, vară și toamnă. Iernile în Caracal sunt destul de blânde, cu puține zăpezi și temperaturi relativ ridicate, în timp ce, în ultimii ani, verile sunt foarte calde, chiar caniculare (cu temperaturi foarte ridicate de până la 40°C) și cu puține precipitații. Aceasta face ca diferențele de temperatură iarnă–vară să fie de până la 50 de grade. Cea mai friguroasă lună este ianuarie, cu o medie de –3°C, iar cea mai călduroasă este iulie, cu o medie de 22,9°C. În general, variațiile de temperatură dintre noapte și zi sunt de 34–35°C, iarna și de 20–30°C, vara.
Cea mai înaltă temperatură, de 40,5°C, a fost înregistrată în iulie 2024, în timp ce minima absolută de –31°C a fost înregistrată, cel mai probabil, în ianuarie 1942. Volumul precipitațiilor este în jurul valorilor de 500–600 mm anual. Zona periferică este influențată de construcțiile joase (1–2 nivele) și suprafețe verzi. Această zonă urbană este expusă, într-o mai mare măsură vântului, valurilor de căldură și de frig, dar cu contraste foarte mici, o umiditate ridicată și aer curat.

## Demografie
Componența etnică a municipiului Caracal
     Români (84,58%)
     Romi (3,95%)
     Alte etnii (0,06%)
     Necunoscută (11,41%)
Componența confesională a municipiului Caracal
     Ortodocși (86,91%)
     Alte religii (0,85%)
     Necunoscută (12,24%)
Conform recensământului efectuat în 2021, populația municipiului Caracal se ridică la 27.403 locuitori, în scădere față de recensământul anterior din 2011, când fuseseră înregistrați 30.954 de locuitori. Majoritatea locuitorilor sunt români (84,58%), cu o minoritate de romi (3,95%), iar pentru 11,41% nu se cunoaște apartenența etnică. Din punct de vedere confesional, majoritatea locuitorilor sunt ortodocși (86,91%), iar pentru 12,24% nu se cunoaște apartenența confesională.
Date: Recensăminte sau birourile de statistică - grafică realizată de Wikipedia

## Prezentare

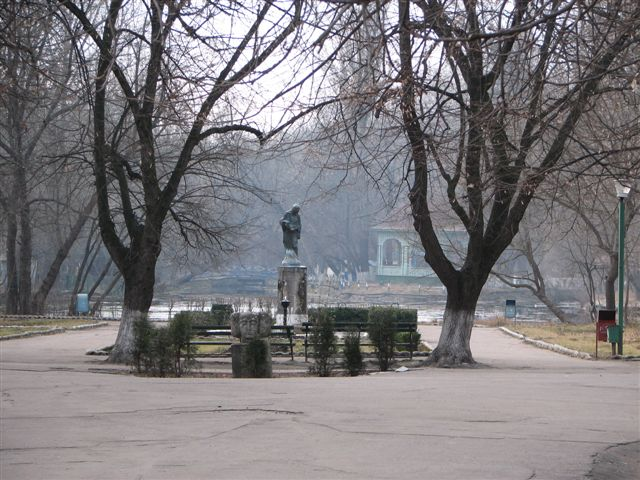
Statuia „Susurul”, operă a sculptorului Ion Dimitriu-Bârlad, amplasată în Parcul „Constantin Poroineanu” din Caracal

Municipiul Caracal se întinde pe o suprafață de 72 km², în câmpia Romanațiului din sud-estul Olteniei. Dacă, în conformitate cu o statistică a anului 1845, Caracalul avea la acea vreme în cele 10 mahalale, 952 de familii, deci aproximativ 5.000 de locuitori, recensământul din anul 2002 înregistrează un număr de 36.406 de locuitori, din care 2.000 de tineri plecați la studii în țară.
Cu mii de ani în urmă, se poate spune că a fost o așezare (sat), situată mai târziu pe vechiul drum roman ce lega Sucidava de Romula-Malva. Această afirmație este dovedită de nucleele de piatră specifice culturii de prund, unelte de silex și ciocane de piatră cu locașuri de înmănușare, descoperite cu ocazia amenajării parcului „Constantin Poroineanu”, fosile animaliere, fragmente de vase pictate și de ceramică reprezentând cultura Vădastra, obiecte de bronz și de fier.
Trecerea de la nivelul de așezare rurală la cea de târg se va face mai târziu, odată cu dezvoltarea agriculturii și a comerțului în această parte a țării, precum și creșterii importanței drumurilor comerciale ce veneau din Transilvania pe valea Oltului la Dunăre și al Craiovei și Bucureștilor, ce se întretăiau la Caracal. În timp, devine orașul reședință a fostului județ Romanați.
În ceea ce privește numele orașului Caracal, s-au emis două ipoteze.
- Prima este legată de numele împăratului roman Marcus Aurelius Antoninus Caracalla (211-217), care, în urma unei campanii împotriva geților, ar fi împroprietărit, în anul 215 d.Hr., o parte din veterani. Aceștia au întemeiat o așezare ce i-a purtat numele - Caracalla, cetățenii Romulei primind cetățenie romană și numele de „romanates”;
- Prin a doua ipoteză, se presupune că numele așezării a fost atribuit de către cumani, în secolele IX-X, acesta fiind Cara-cale (Cetatea Neagră sau Turnul Negru). Poate să fie numai o simplă coincidență în toponimia orașului Caracal. Un argument privind prezența cumanilor pe aceste locuri, este actuala existență în zonă a unor sate purtând denumirea de Comani, Comanca, Comănița.

Până în prezent, se acceptă ca primă atestare documentară a localității Caracal hrisovul emis la 17 noiembrie 1538, la cancelaria de la Târgoviște a domnitorului Țării Românești Radu Vodă Paisie (1535-1545), fiul nelegitim al lui Radu cel Mare. Conform acestui document, Radu Vodă Paisie arată că: „am dat și am miluit pe boierul domniei mele“ Radu vel Clucer (vistier), „pentru slujba pe care mi-a slujit-o, cu dreaptă slujbă“ două moșii cumpărate de la „jupânița Marga din Caracal cu 30.000 aspri“.

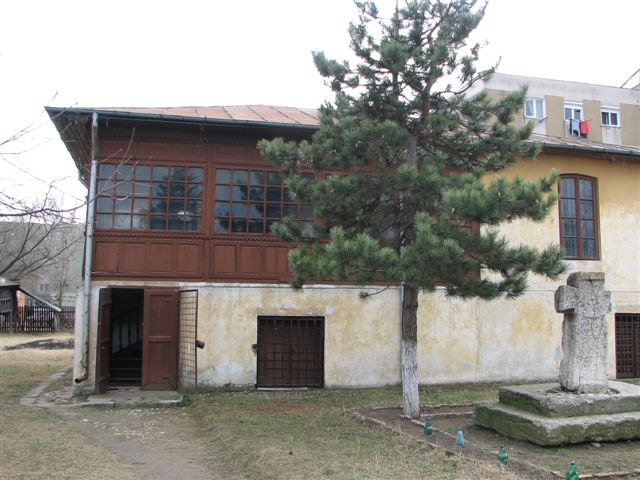
Casa „Iancu Jianu” din Caracal, monument istoric

Orașul Caracal a fost ridicat la rangul de municipiu prin legea nr. 104/24 noiembrie 1994, fiind al doilea municipiu din județul Olt, ca urmare a ponderii pe care o deținea în zonă, atât ca dezvoltare edilitară, cât și ca număr de locuitori, producție industrială și agricolă, calitate a vieții culturale și sportive, zestre spirituală și potențial uman deosebit.
Așezat în Câmpia Romanațiului, este tipic prin formă și așezare, orașelor de șes. Este străbătut de râul Gologan, ale cărui ape sunt canalizate subteran pe cuprinsul localității. Altitudinea variază de la 95,5 metri în partea de est, până la 128,3 metri în partea de sud-vest.
Din punct de vedere edilitar, cele 5 cartiere de blocuri și cele peste 7.000 de case dispun de alimentare cu apă curentă, asigurată din trei surse, apă extrasă prin 63 de foraje, fiecare cu un debit mediu de 10 mc/h și adusă printr-o rețea cu o lungime de peste 37 km. Rețeaua de distribuție, inelară în proporție de 60%, se întinde pe mai mult de 88 km.
Cele două stații electrice coborâtoare de mare capacitate, asigură electrificarea în procent de 100% a municipiului, capacitate care poate permite o eventuală și posibilă extindere a activității economice a localității.
Energia termică este asigurată în mod centralizat de la centrala termică alimentată cu gaze naturale. Odată finalizată investiția, rețeaua de alimentarea cu gaze naturale are o lungime de aproape 90 km, urmând să deservească circa 7.000 de abonați la cartierele de blocuri, 5.000 de abonați la case și peste 1.000 de societăți comerciale.
Telecomunicațiile sunt asigurate de o centrală telefonică digitală de tip static, care oferă servicii integrate de telefonie și internet. De asemenea, furnizorii de servicii Internet din zonă oferă servicii, folosind tehnologii linie de telefon comutată (dial-up), linie închiriată sau prin radio.

## Transport
Municipiul Caracal, situat strategic în sudul României, beneficiază de o rețea de transport bine dezvoltată, care conectează orașul atât la localitățile învecinate, cât și la principalele centre economice și culturale din țară.

### Transport rutier
Caracalul este traversat de drumuri județene și naționale importante, care facilitează accesul rapid către alte orașe și comune din județul Olt și din regiune.
Spre exemplu, cele mai importante drumuri care îl traversează sunt: DN6 (E70), DN64 și DN54, toate trei intersectându-se în oraș. Acestea conectează Caracalul cu orașe importante, din punct de vedere economic și cultural, cum ar fi: București, Timișoara, Craiova, Alexandria, Râmnicu Vâlcea, Slatina, Corabia și Turnu Măgurele.
Autogara din Caracal reprezintă un punct cheie pentru transportul interurban, oferind legături cu orașele din regiune și din alte zone ale țării. Companiile de transport pun la dispoziție curse regulate spre destinații precum București, Craiova, Slatina și Corabia.
Transportul public local este realizat printr-un sistem de autobuze și microbuze. În ultima perioadă, autoritățile locale au demarat inițiative pentru modernizarea transportului public, inclusiv introducerea unor mijloace de transport mai prietenoase cu mediul.

### Transport feroviar

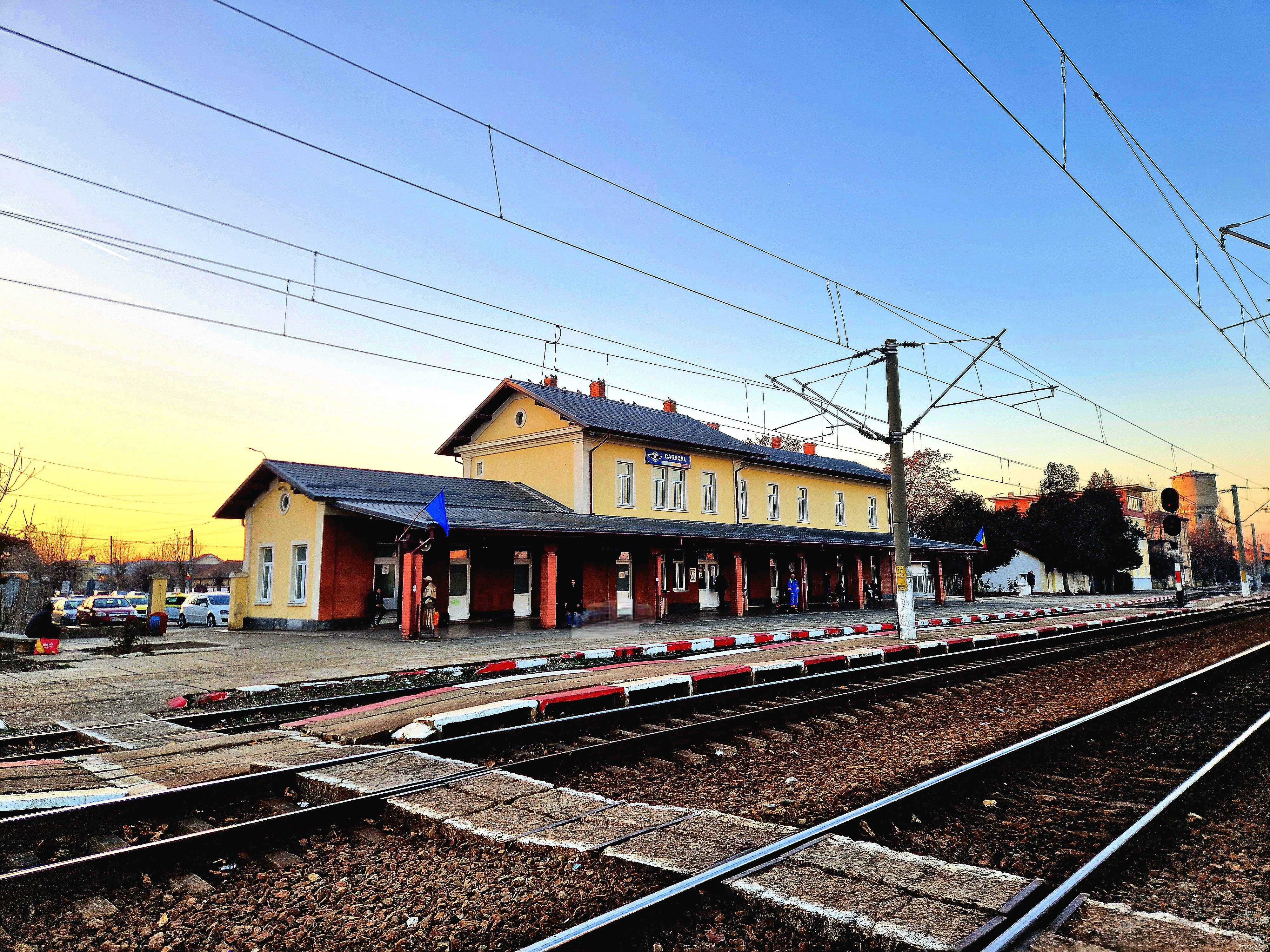
Gara Caracal - vedere generală

Caracalul este un nod feroviar important, fiind situat la intersecția Magistralei 100 (București - Timișoara) cu Calea ferată 910 (Podu Olt - Piatra Olt). Gara Caracal, o clădire cu valoare istorică și arhitecturală, asigură conexiuni directe către principalele orașe ale României, inclusiv: București, Craiova, Timișoara și Brașov.
Serviciile de transport feroviar includ trenuri InterRegio, Regio și InterCity, operate de CFR Călători, dar și de alți operatori privați.

### Transport aerian
Deși Caracalul nu mai deține un aeroport activ, istoria sa aeronautică este una remarcabilă.
Aerodromul Caracal: În trecut, orașul a fost dotat cu un aerodrom folosit atât pentru activități civile, cât și militare. Acesta a reprezentat un punct de referință pentru aviația locală în perioada interbelică.
Baza Aeriană de la Deveselu: În timpul perioadei comuniste, aerodromul a fost transformat într-o bază militară strategică. În anii 2000, aceasta a fost reconvertită, iar la Deveselu a fost construit Scutul Antirachetă NATO, care joacă un rol vital în sistemul de apărare european. Această transformare marchează încheierea capitolului aviației caracalene, fiind înlocuită de un proiect de importanță globală.

### Transport pe apă
Caracalul se situează pe malurile Gologanului, dar fiindcă acest pârâu nu este navigabil, orașul nu a funcționat niciodată ca port, rolul acesta fiind rezervat pentru alte orașe, precum Corabia și Turnu Măgurele, aceste orașe fiind amplasate la distanțe mici: 40, respectiv 72 de kilometri.
În viitor, autoritățile locale și naționale au în vedere modernizarea infrastructurii de transport pentru a sprijini dezvoltarea economică și turistică a orașului. 
Proiectele includ:
- Reabilitarea și extinderea rețelelor rutiere.

- Creșterea accesibilității transportului public prin investiții în vehicule moderne și stații de așteptare.

### Distanțe rutiere
Municipiul se află la următoarele distanțe față de cele mai mari orașe ale României:
- București - 173 km
- Cluj-Napoca - 390 km
- Iași - 588 km
- Constanța - 372 km
- Timișoara - 392 km
- Brașov - 252 km
- Craiova - 53 km
- Galați - 416 km
- Oradea - 561 km
- Ploiești - 231 km

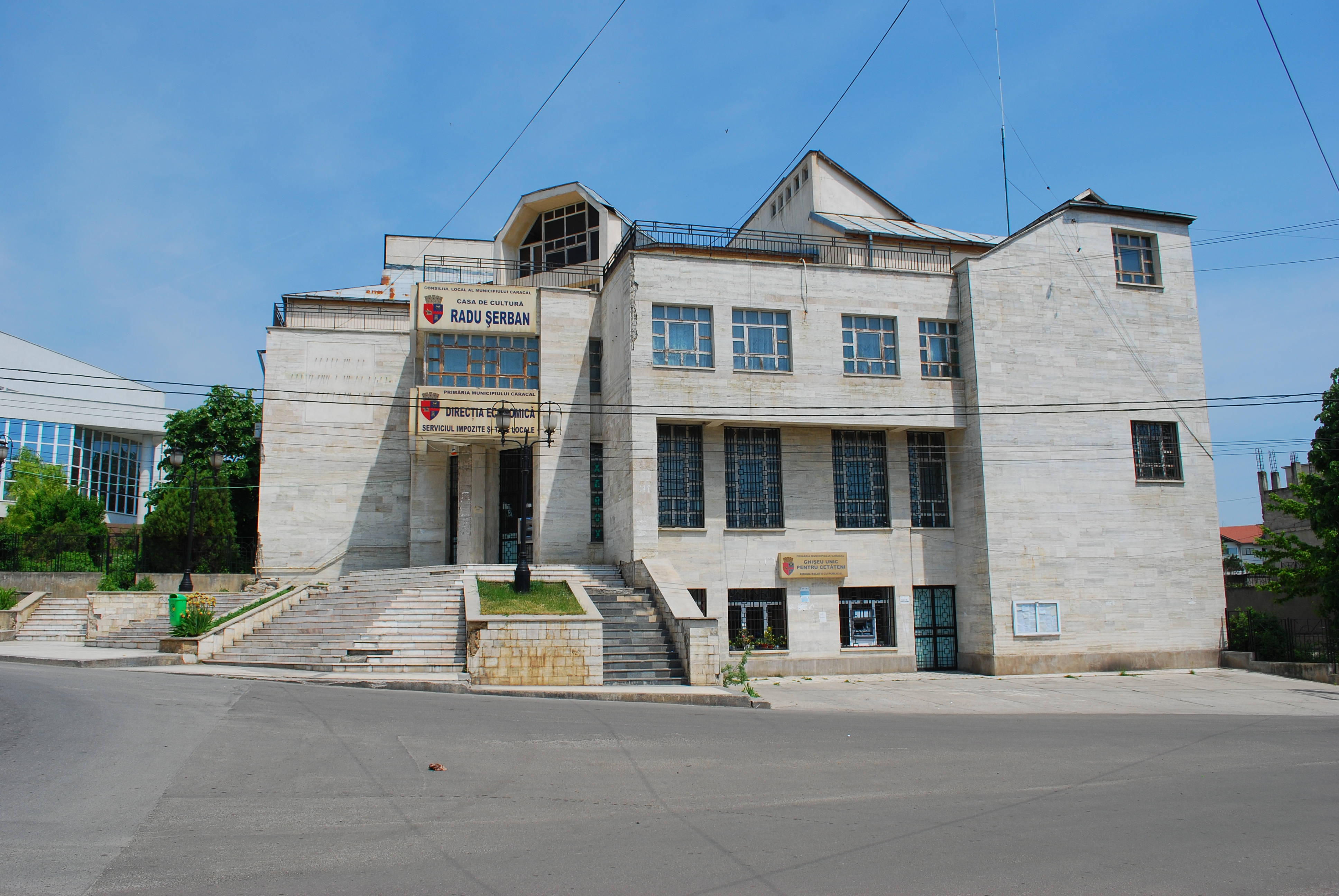
Casa de Cultură „Radu Șerban” din Caracal

Și la următoarele distanțe față de cele mai importante orașe din regiune:
- Drobeta-Turnu Severin - 146 km
- Râmnicu Vâlcea - 118 km
- Slatina - 43 km
- Alexandria - 88 km
- Turnu Măgurele - 72 km
- Corabia - 42 km
- Calafat - 137 km

## Cultură
Municipiul Caracal, al doilea oraș ca mărime din județul Olt, se remarcă printr-o viață culturală diversificată, susținută de instituții de prestigiu, evenimente anuale și o moștenire istorică valoroasă.

### Instituții culturale
Teatrul Național din Caracal: O clădire simbolică a orașului, inaugurată în 1901, cunoscută pentru arhitectura sa remarcabilă în stil neoclasic. Este un spațiu central al vieții culturale din Caracal, oferind spectacole de teatru, concerte și evenimente de înaltă ținută.
Centrul Cultural Municipal Caracal: Un spațiu modern destinat organizării de spectacole, expoziții și activități educative. Centrul promovează talentele locale și oferă cursuri pentru dezvoltarea aptitudinilor artistice.
Palatul Copiilor „Marius Bunescu”: Dedicat activităților educative și culturale pentru tineri, instituția poartă numele celebrului pictor născut în Caracal. Aici se organizează cercuri de pictură, muzică, teatru și alte activități creative.
Biblioteca Municipală „Virgil Carianopol”: Fondată în 1936, biblioteca oferă acces la o colecție vastă de cărți și găzduiește lansări de carte, expoziții și evenimente literare.

### Evenimente culturale
Caracalul este gazda unor evenimente anuale care promovează cultura locală și atrag vizitatori din toată țara:
Festivalul Național de Teatru „Ștefan Iordache”: Un omagiu adus marelui actor, festivalul aduce pe scena Teatrului Național din Caracal producții teatrale de renume.
Festivalul de Muzică Ușoară „Radu Șerban”: O competiție dedicată descoperirii și promovării tinerelor talente, organizată în memoria compozitorului născut în Caracal.
Zilele Municipiului Caracal: O sărbătoare anuală cu spectacole în aer liber, târguri tradiționale și evenimente culturale.
Concursuri și evenimente dedicate lui Virgil Carianopol, care celebrează opera și contribuția poetului la literatura română.

### Monumente și patrimoniu
Caracalul se mândrește cu o serie de monumente arhitecturale și istorice care reflectă bogata sa moștenire culturală:
Muzeul de Etnografie „Hagiescu-Miriște”: Amplasat într-o clădire de patrimoniu, muzeul adăpostește colecții valoroase de obiecte tradiționale, costume populare și artefacte care ilustrează viața rurală din zona Caracalului și a fostului județ Romanați.
Palatul de Justiție: Un edificiu impunător, construit în stil neoclasic, care găzduiește astăzi Judecătoria Caracal. Această clădire este un simbol al importanței administrative a orașului în istoria regiunii.
Biserica Domnească „Intrarea în biserică a Maicii Domnului”: Construită în secolul al XVIII-lea, este unul dintre cele mai importante monumente religioase din oraș, cunoscută pentru arhitectura sa rafinată și semnificația istorică.
Casa Memorială „Iancu Jianu”: Situată în apropierea centrului orașului, casa în care a locuit haiducul legendar Iancu Jianu a fost transformată în muzeu. Aici sunt expuse obiecte personale, documente istorice și alte artefacte care ilustrează viața acestuia, dar și contextul social și politic al vremurilor sale.
Clădirea Teatrului Național: Considerată una dintre cele mai frumoase din țară, teatrul impresionează prin detaliile sale artistice și prin atmosfera rafinată pe care o oferă spectacolelor găzduite aici.

### Personalități culturale
Caracalul a dat naștere unor personalități marcante în diverse domenii:
Virgil Carianopol: Poet de renume, născut în Caracal, cunoscut pentru sensibilitatea lirismului său.
Marius Bunescu: Pictor și academician, recunoscut pentru contribuțiile sale remarcabile la artele plastice românești.
Iancu Jianu: O figură legendară, haiduc celebru, simbol al rezistenței și dreptății.

### Educație culturală
Educația culturală joacă un rol important în comunitatea locală. Prin programe organizate la Palatul Copiilor „Marius Bunescu” și Centrul Cultural Municipal, tinerii sunt încurajați să se implice în activități artistice și educative.

## Obiective turistice

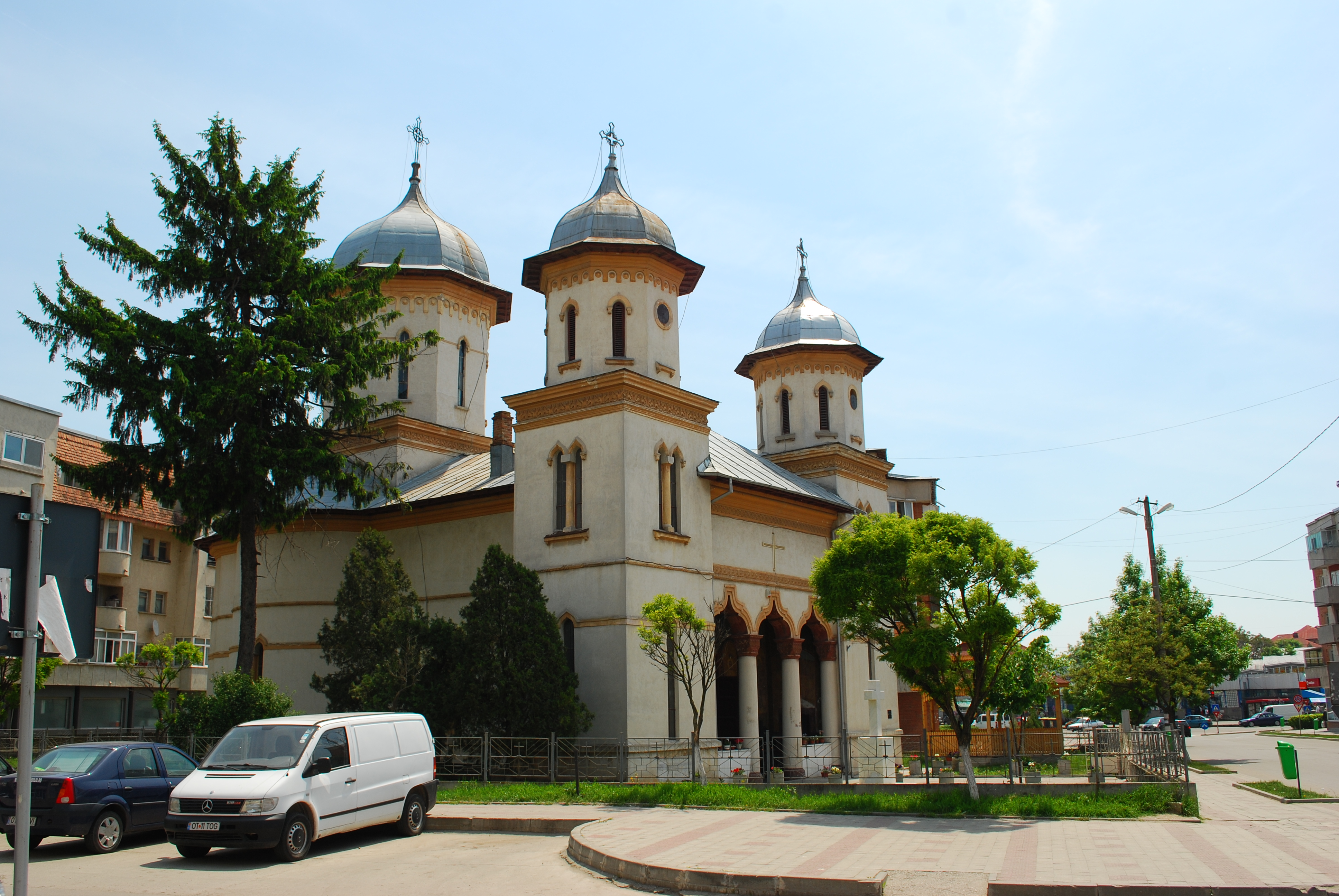
Biserica ortodoxă „Adormirea Maicii Domnului” din Caracal, monument istoric

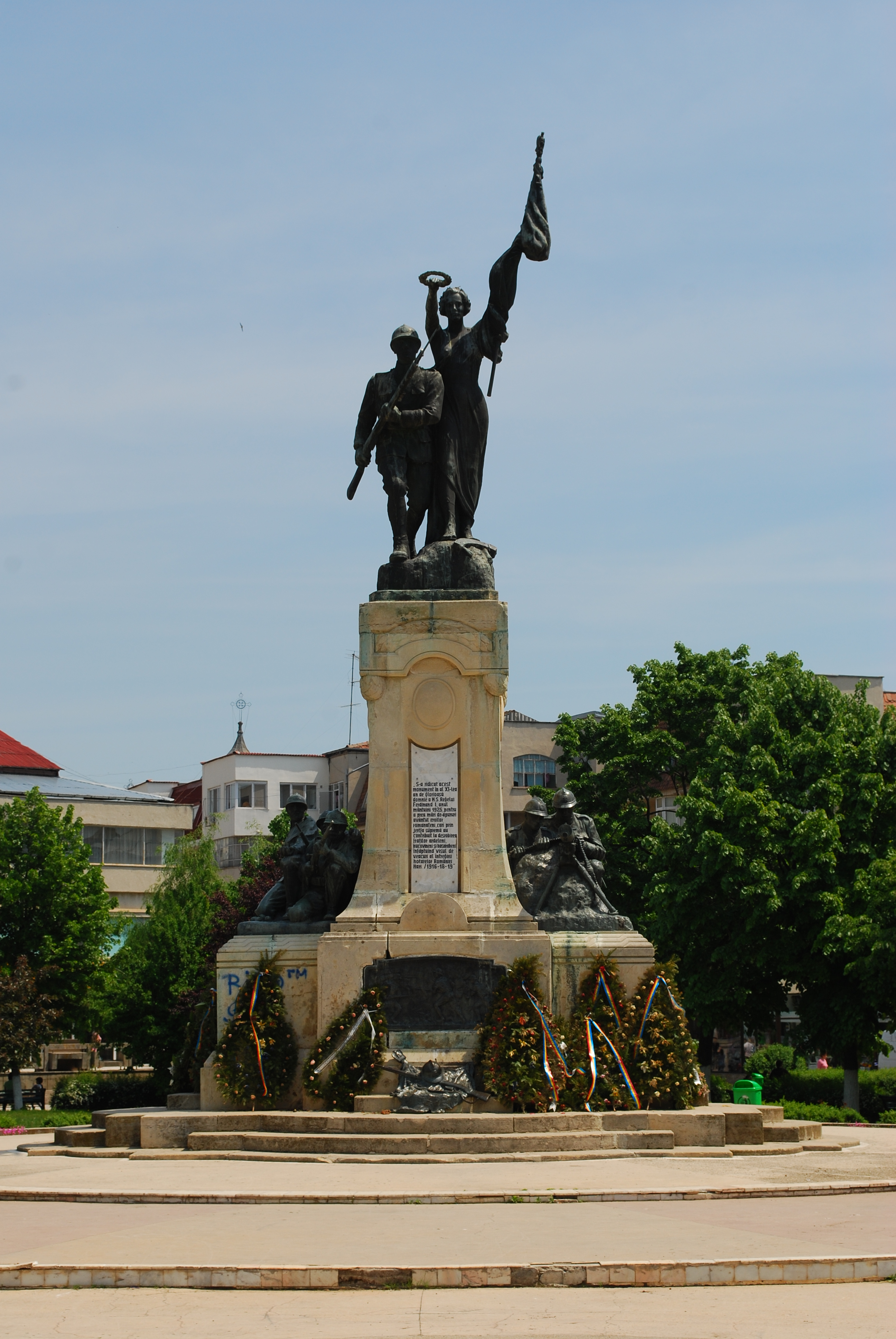
Monumentul Eroilor din Caracal

- Teatrul Național „Ștefan Iordache” din Caracal reprezintă o mândrie arhitectonică a urbei, proiectată de austriacul Franz Billek, înălțată în stil eclectic, cu accente neobaroce și neo-renascentiste în secolul XIX. În 2009 a fost redeschis și, astfel, a concentrat asupra sa toată emoția orașului cât și curiozitatea unor mari actori români de seamă.
- Parcul Municipal „Constantin Poroineanu” este unul dintre parcurile naturale cele mai frumoase din România, fiind recunoscut în Europa ca cel de-al treilea parc natural ca dimensiune. Numele de Poroineanu a fost ales în amintirea lui Constantin Poroineanu cel care a donat terenul și întreaga sa avere orașului. Parcul este realizat după proiectele arhitecților Redonț și Pinard necesitând inițial lucrări de asanare a smârcurilor și canalizarea subterană a terenului. Actualmente cuprinde mai multe terase-restaurante pe lac, insulițe, cât și locuri de agrement. În acest parc pot fi întâlnite numeroase specii autohtone de plante și arbori, dar și specii exotice aclimatizate în România.
- Biserica „Intrarea în biserică a Maicii Domnului” a fostei Curți Domnești
- Pinacoteca „Marius Bunescu”.Cum nu s-a reușit să se înființeze un muzeu în Caracal, această idee a fost preluată în toamna anului 1944 de un grup de elevi și profesori de la liceul „Ioniță Asan“ care au constituit Societatea culturală „Haralamb Lecca“. Profesorul Pătru Crăciun, director al liceului „Ioniță Asan“, la stăruința pictoriței Hortensia Popescu, începe în anul 1946 demersurile pentru achiziționarea de opere de artă, având și sprijinul unor renumiți pictori născuți la Caracal, dintre care amintim pe Marius Bunescu, Mihail Lapatty, Ion Musceleanu, Gheorghe Teodorescu-Romanați. Actul de naștere al pinacotecii datează din 17 aprilie 1947, când conducerea liceului „Ioniță Asan“ trimitea un apel către pictorii născuți în Caracal, în care se spunea:  „Orașul în care v-ați născut, respectos vă roagă prin noi de a-l ajuta la îndeplinirea unui frumos plan artistic, pe care-l nutrește de mai multă vreme:  înființarea  unei  pinacoteci ...“
- Biblioteca Municipală „Virgil Carianopol”. În 1936, ia ființă o bibliotecă publică, Biblioteca Ateneului, cu  2.257 volume, care a funcționat în  librăria fraților Mărculescu. În perioada 1936-1950 biblioteca avea un număr de 99 de cititori și difuza câteva sute de cărți anual. Mai târziu a devenit Biblioteca Căminului Cultural Preda Buzescu, iar la 1 noiembrie 1950 a devenit bibliotecă orășenească. În 1998, Consiliul local a hotărât ca Biblioteca orășenească să poarte numele poetului caracalean, Virgil Carianopol.
- Casa Memorială „Iancu Jianu”. „Masivă și având o formă deosebită stil culă boierească, casa a fost construită probabil de paharnicul Costache Jianu, tatăl lui Iancu, pe la sfârșitul secolului al XVIII-lea, fiind o construcție cu parter, etaj și o pivniță. În această casă și-a petrecut o parte a vieții Iancu Jianu, o personalitate a istoriei Caracalului, provenit dintr-o familie de boieri mijlocii ai cărei membri au îndeplinit diferite funcții atât pe lângă domnie, cât și în administrația locală a județului.
- Sinagoga din Caracal. Sinagoga din Caracal a fost construită în anul 1902, după cum reiese din inscripția exterioară, amplasată pe edificiu, în aproprierea fostului cartier evreiesc. Ea a fost ridicată pentru a servi ca spațiu de cult de către curentul de evrei sefarzi (proveniți din mișcarea de imigrare din Spania, zonele mediteraneene, începând cu anul 1492 și ajunși în Țara Românească prin 1496).
- Foișorul de foc, un turn înalt, circular, cu o platformă de supraveghere, a fost construit în anul 1901, pe locul curții domnești a lui Mihai Viteazul, lângă Comandamentul de incendiu al orașului, care se afla sub coordonarea primăriei. De acolo, de pe platformă, străjerul privea orașul și dădea alarma, atunci când observa un posibil incendiu. Serviciul de stins focul a funcționat până în anul 1936, când toate unitățile de pompieri au fost militarizate.
- Sala Polivalentă a fost construită inițial pentru a servi ca sală de sport a liceului teoretic "Mihai Viteazul" , ulterior, moderna Sală Polivalentă fiind cumpărată de către primăria Caracal. Săptămână de săptămână sunt organizate aici diferite competiții sportive - handbalistice, fotbalistice, concursuri de skanderbeg și nu numai, fiind cea mai modernă sală polivalentă din județul Olt. Este construită în perioada mandatului de premier al lui Adrian Năstase și a fost cuprinsă în proiectul 400 de săli de sport pentru România.
- Stadionul „Jane Nițulescu” este considerat unul dintre obiectivele turistice principale realizate de primăria din Caracal. Arena a găzduit meciurile Universității Craiova, dar și meciuri ale naționalei României de tineret și constituie un principal factor în crearea unei imagini bune a orașului fanion al Olteniei. Stadionul cuprinde dotări moderne, printre care enumerăm cele peste 8 500 de locuri pe scaune, dar și o tribună oficială de nivel european. Săptămânal, aici FC Caracal (liga a III-a) își dispută meciurile pe teren propriu.
- Muzeul Romanațiului a fost înființat la 1949 în clădirea ce a aparținut familiei Jienilor din str. Negru Vodă nr. 1. Reînființat în 1990, azi are sediul pe str. Iancu Jianu la nr.24, în casa lui Iancu N. Dobruneanu, nepotul lui Iancu Jianu.[6] El adăpostește valori inestimabile, mărturii ale istoriei acestor meleaguri, descoperite, colecționate, conservate și expuse cu profesionalism de colectivul de istorici ce lucrează în această instituție culturală.
- Ruinele curții domnești a lui Mihai Viteazul

## Economie
Începuturile vieții economice pe vatra istorică a orașului au fost determinate de așezarea geografică. Locuitorii acestui teritoriu aveau ocupații complementare strâns legate de specificul geografic.
Agricultura și creșterea vitelor au constituit principalele ocupații încă din preistorie. Descoperirile arheologice efectuate în Caracal și localitățile din împrejurimi la Vlădila, Studina, Grădinile, Reșca, Fărcașele-Hotărani sunt relevante pentru modul cum se lucra pământul în această perioadă a neoliticului timpuriu și mijlociu (cu ajutorul săpăligii din corn de animal). Solurile bogate în cernoziom și pânza freatică la mică adâncime au determinat cultivarea intensivă a plantelor. Zona păduroasă a oferit un fond cinegetic bogat, care sub aspect economic reprezenta o sursă importantă pentru vânătoare și pășunat.
Pădurea a servit ca loc de exploatare pastorală, agricolă și apicolă și ca loc de așezare a satelor sau drumurilor.
Pe harta întocmită de stolnicul Constantin Cantacuzino în anul 1700, precum și în cea a lui Specht (1790), Caracalul apare înconjurat de păduri. Este tipul de așezare născută în pădure, din care se desprindeau drumurile orientate în toate direcțiile, având formă rotundă.
Exploatarea pădurii pentru necesități legate de agricultură, gospodărești și construcții au contribuit la despădurire. În sistemul economic al secolului al XVIII-lea, produsele pădurii au cunoscut o largă utilizare meșteșugărească. Inițiativa localnicilor de a tăia pădurea pentru a face ogor, a fost încurajată de către stăpânii moșiilor și de ocârmuire. Până la 1900, au dispărut vechile păduri dintre Craiova, Caracal și Olteț, cuprinse în harta lui Specht (1790) și harta rusească din 1835. Harta din 1864 înfățișează doar câteva insule care au mai rămas din pădurea din jurul Caracalului.

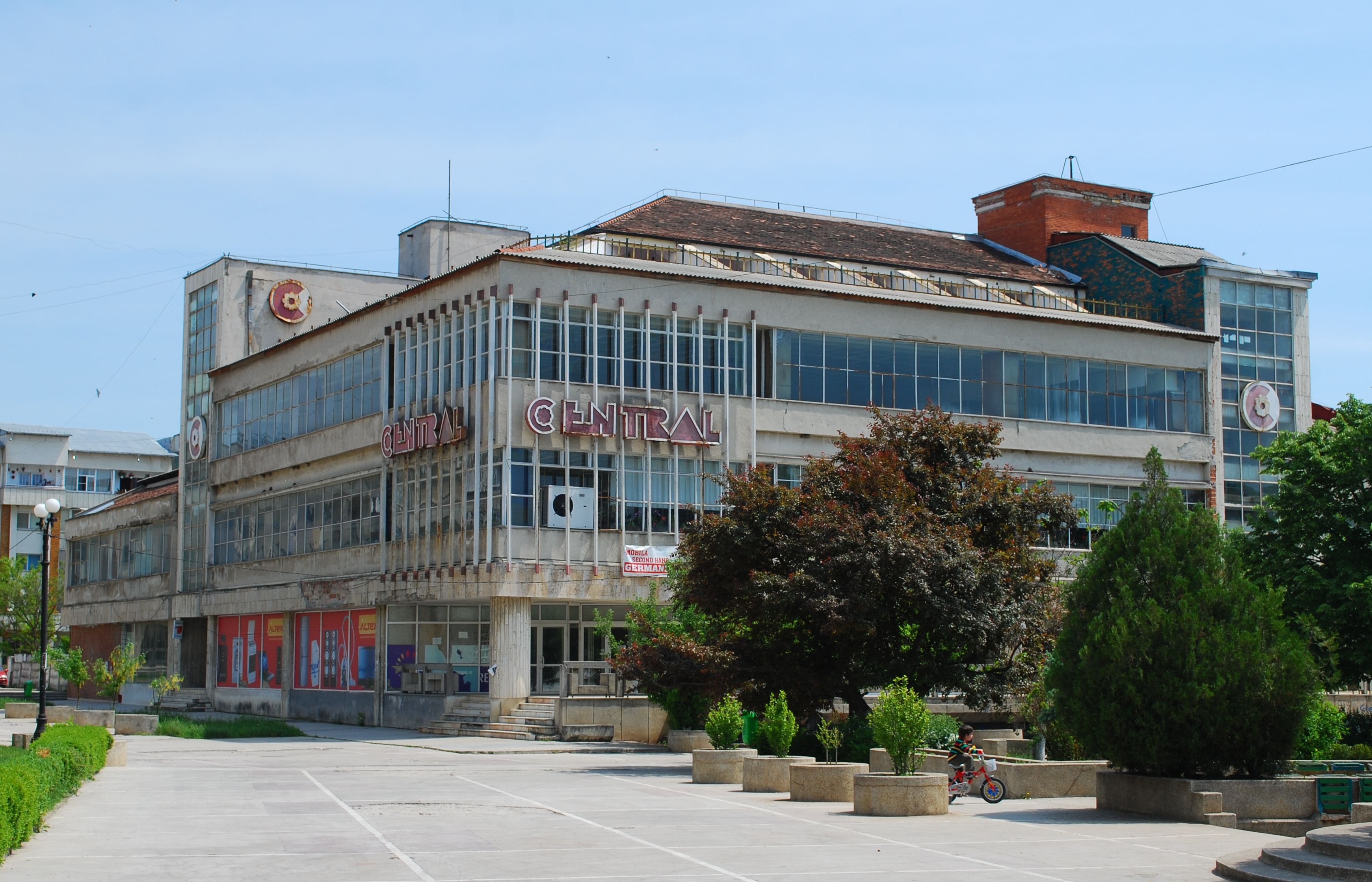
Magazinul „Central” din Caracal

## Industrie
În prezent, în municipiul Caracal funcționează 3 mari unități economice, acestea fiind:ROMANITA SA (tricotaje), ROMVAG SA (vagoane) și Fabrica de Conserve.
În anul 1967, a fost înființată fabrica de conserve, cu un număr de 1200 de salariați (în noiembrie 1965 a început construcția halelor, iar, în 1967, fabrica fost dată parțial în folosință, pentru ca, la începutul anului 1974, să funcționeze la întreaga sa capacitate).
În perioada 1972 – 1974, fabrica a atins maximul capacității sale de producție. Avea angajați cu contract de muncă nedeterminat, un număr de 1300 de salariați, iar, cu contract sezonier, un număr de 1800 de salariați. În această perioadă, se prelucra o gamă largă de conserve, fructe, carne, legume, pastă de tomate, must concentrat, etc. Acestea erau destinate atât pieței interne, cât și pentru export. Mai mult de jumătate din producția anuală totală era destinată exportului în diferite țări de pe continent.
După 1990, fabrica își schimbă denumirea în S.C. Fructus Romanați, înregistrând o scădere a producției, datorată crizei economice. După anul 2000, întreprinderea se scindează, o parte fiind preluată de S.C. Leader International și S.C. Monteverde. În unele spații, care au aparținut societății S.C. Fructus Romanați, au fost amenajate secții de confecții ale unor societăți comerciale de profil, cu capital italian.
În anii 1960, ca urmare a creșterii cantității de lapte produse de unitățile C.A.P., I.A.S., cât și de la gospodăriile populației, a apărut necesitatea valorificării acestora în noi unități industriale, prin construirea unei fabrici de produse lactate. În urma studiilor făcute, s-a considerat că cel mai bun amplasament ar fi orașul Caracal, deoarece se afla situat în centrul surselor de lapte. În consecință, în primăvara anului 1967, a fost dată în funcțiune Fabrica de produse lactate, sub patronajul Industriei de Lactate Craiova. Odată cu noua împărțire teritorială din 1968, Fabrica de Produse Lactate Caracal a fost preluată de Industria Laptelui Olt. Fabrica a fost dotată cu linii tehnologice și aparatură de ultimă generație adusă din fosta Republica Democrată Germană, aplicându-se cele mai noi tehnologii de prelucrare a laptelui. Dotarea s-a făcut și cu circa 60 de mașini autocisterne, camioane și autodube frigorifice, atât pentru colectarea materiei prime, cât și pentru desfacerea produselor prelucrate. Fabrica a fost construită pentru a prelucra circa 75.000 litri lapte pe zi în produse proaspete, telemea și lapte pentru aprovizionarea orașului București și a orașelor din județul Olt.
Având în vedere dotările acestei unități, cât și existența unui personal calificat, s-a creat necesitatea diversificării gamei de produse, atât pentru nevoile interne, cât și pentru export. Astfel, după ce asigurau necesitățile interne, unitatea a exportat în multe țări cum ar fi : Italia, Anglia, Australia, R.D.G., R.F.G. , S.U.A., Iran, Egipt, Kuweit,
Grecia, Liban etc. Fabrica de Produse Lactate Caracal a fost deservită de un număr de circa 160 de oameni: muncitori, preparatori produse lactate, laboranți, tehnicieni, ingineri, personal auxiliar și T.E.S.A. La conducerea fabricii, s-au aflat directorii: Roșu Nicolae, Vârtosu Dumitru, Ali Esat, Mitrică Constantin, Iliescu Ion etc.
După Revoluția Română din decembrie 1989, fabrica a continuat să funcționeze în sistemul de stat până în anul 2000, când a fost privatizată și i s-a schimbat profilul în fabrică de conserve, sub titulatura de Romconserv S.R.L Caracal. Din anul 2005, Romconserv S.R.L Caracal a fost cumpărată de către grupul Hame din Cehia, societate cu capital integral ceh. Producția fabricii constă într-o gamă diversificată de conserve de carne, de legume și de mâncăruri gătite. Numărul salariaților fabricii este de 270. Societatea este condusă de către trei administratori, numiți de către AGA. În subordinea acestora, se află secțiile de producție și cercetare, departamentele funcționale: financiar contabil, planificare, comercial, resurse umane, tehnic, aprovizionare, logistică și expediție. În funcția de director general al societății este inginer Subrt Petr. În prezent, ea se află sub patronajul firmei cehe Hame, păstrându-și vechiul sediu.

## Educație
În prezent, în Caracal funcționează mai multe școli, licee, colegii, școli postliceale și universități.

### Învățământ școlar
- Școala Gimnazială Nr. 1, situată pe str. Mihai Viteazul, nr. 2, este cea mai veche din municipiu. Școala a fost înființată în anul 1832, fiind continuarea Școlii de băieți nr. 1. Școala dispune de 14 săli de clasă, o bibliotecă cu un număr de 7125 de volume, laboratoare de biologie, fizică, chimie și informatică, 4 cabinete, 2 ateliere și o sală de sport. Școala este frecventată de 495 elevi, îndrumați de 7 învățători și 21 de profesori.
- Școala Gimnazială Nr. 2 își are sediul pe str. Heliade Rădulescu, nr. 2. În prezent, are un efectiv de elevi de peste 1000 de elevi, școala posedând un număr de 27 de săli de clasă, 3 laboratoare și o sală de sport modernă. Colectivul didactic este alcătuit din 20 de învățători și 36 de profesori.

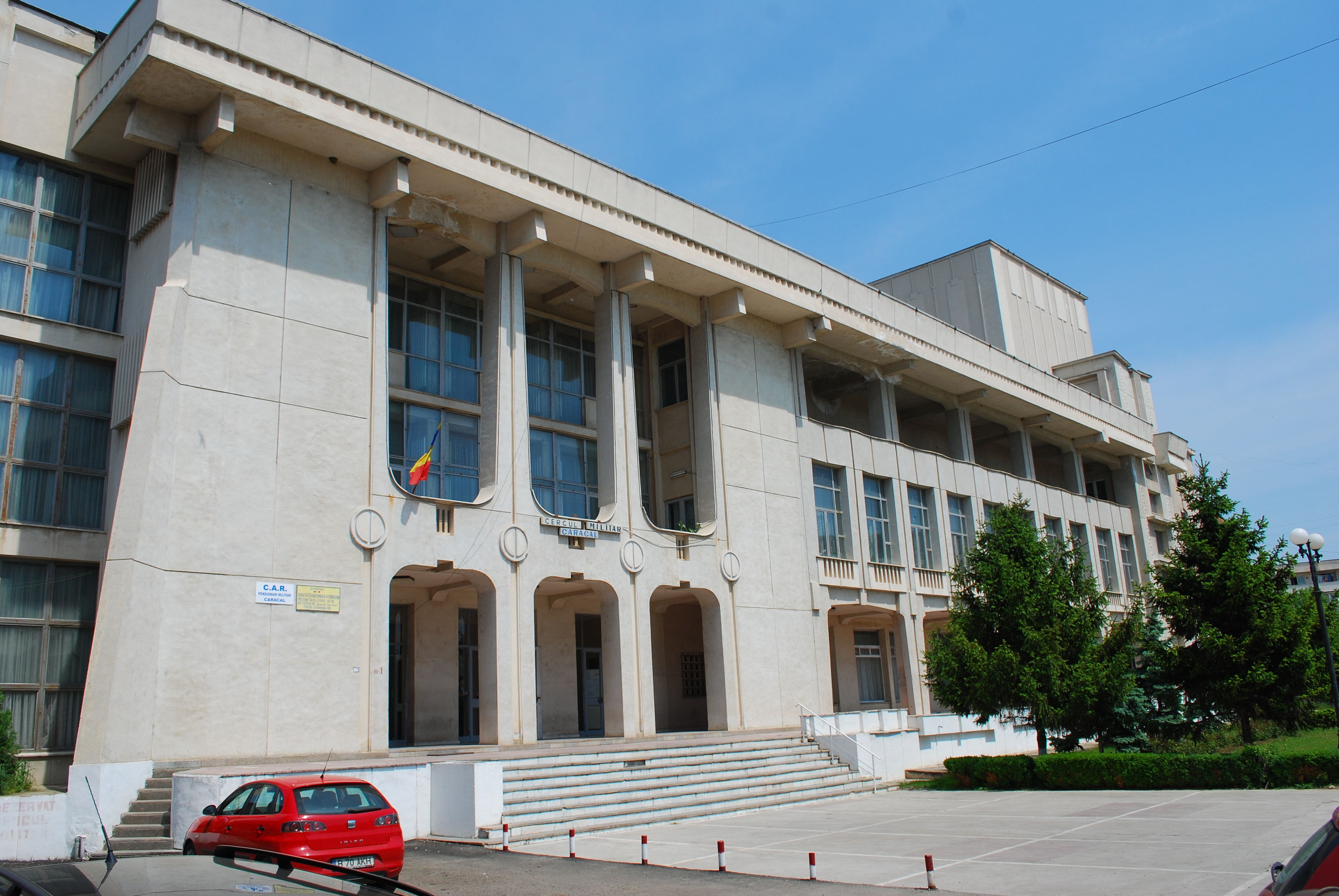
Cercul Militar Caracal

- Școala Gimnazială Nr. 3 funcționează în clădirea veche de pe str. Gheorghe Doja, nr. 91, căreia i s-a adăugat un corp nou. Are 8 săli de clasă, bibliotecă, bază sportivă.
- Școala Gimnazială Nr. 4 în prezent este închisă, din cauza lipsei de elevi.
- Școala Gimnazială „Gheorghe Magheru”(fosta Școală Generală Nr. 5), situată pe str. Radu Calomfirescu, nr. 7, a luat ființă la 1 ianuarie 1962, numindu-se Școala Generală nr. 5. De la 1 septembrie 1994 școala funcționează într-un local nou situat în zona de sud-vest a orașului. Clădirea școlii are trei etaje, 16 săli de clasă, 4 laboratoare, 2 ateliere, 2 cancelarii (una pentru profesori și una pentru învățători), o bibliotecă, o sală de sport. În școală învață în jur de 1000 de elevi, grupați în 15 clase primare și 12 gimnaziale, îndrumați de 42 de cadre didactice (15 învățători și 27 de profesori). Rezultatele obținute de elevi sunt meritorii, premii la faza națională a olimpiadelor școlare obținute la limba și literatura română, la chimie și fizică.
- Școala Gimnazială „Nicolae Titulescu”(fosta Școală Generală Nr. 7) a luat ființă la 1 septembrie 1986, ca Școala cu clasele I-VIII nr. 7. Școala funcționează pe str. General Magheru, nr. 11. Este frecventată de un număr de peste 1.000 de elevi, repartizați în 51 de clase. Procesul de învățământ este asigurat de 75 de cadre didactice: 22 de învățători și 53 de profesori. Clădirea școlii este structurată pe 3 etaje, dispunând de 26 de săli de clasă, o bibliotecă bine dotată, 3 laboratoare, o sală de sport modernă.

### Învățământ preuniversitar
- Liceul Teoretic "Ioniță Asan"(fostul Colegiu Național "Ioniță Asan") În prezent, liceul are un număr de 1.938 elevi. Oferta educațională a liceului este: profilul real cu specializările, matematică-informatică-bilingv engleză, matematică-informatică, științele naturii; profilul uman, filologie - bilingv engleză, filologie - bilingv franceză, filologie, istorie - științe sociale.
- Liceul Agricol "Dimitrie Petrescu"(fostul Colegiu Agricol "Dimitrie Petrescu") a luat ființă în anul 1948, când Ministerul Agriculturii a preluat întreaga bază materială a Școlii normale de la Gimnaziul industrial ce fusese înființat în 1945, formând o nouă unitate școlară numită Școala Medie tehnică de mecanizare a agriculturii. Școala colaborează profitabil cu Stațiunea de cercetare și dezvoltare agricolă, cu Agromec Caracal, cu IELIF – Olt sucursala Caracal, etc. În ultimii ani școala a pregătit electromecanici auto, contabili, operatorii morărit și panificație, topograf, șoferi mecanici- auto.
- Liceul Teoretic Mihai Viteazul" s-a înființat la 1 septembrie 1990. Pe băncile de studiu ale liceului învață în prezent un număr de 1.063 de elevi. Liceul are ca profile: profil real, matematică, informatică, matematică-informatică bilingv engleză, științele naturii; profil uman, filologie-bilingv engleză, filologie, științe sociale.
- Liceul Industrial "Matei Basarab"(fostul Colegiu Tehnic "Matei Basarab") a fost stabilit la 1 septembrie 1973. Cursurile sunt frecventate de 1608 elevi, structurate pe următoarele profile: tehnic-mecanic, electricitate (tehnicieni, instalatori, electricieni), industrie mică, mecanică (tehnicieni mecanici); servicii, tehnicieni în activități financiare și comerciale, lucrători în comerț. Începând cu 1 septembrie 2007 a devenit Colegiul Tehnic Matei Basarab.
- Liceul Tehnologic „Constantin Filipescu”(fosta Școală Generală Nr. 6)  Actualul Liceu Tehnologic „Constantin Filipescu” este moștenitorul școlilor Moga și Filipescu și are o vechime de peste 135 de ani. În orașul Caracal, exista, încă din 1831, o școală începătoare, dar târgoveții caracaleni au solicitat înființarea unei școli noi în partea de est a orașului; aceasta este aprobată prin adresa nr. 7271 din 1867. În anul 1964, este construit actualul local cu destinația de liceu teoretic; această destinație se schimbă începând cu anul 1970, când elevii ocupă actualele săli de clasă în Școala cu clasele I-VIII nr. 6. În unitatea de învățământ funcționează clase pe mai multe cicluri de învățământ: preșcolar, primar, gimnazial dar și de liceu tehnologic, pentru învățământul de zi și seral.

### Învățământ universitar
- Școala postliceală „Carol Davila” a fost înființată la 23 octombrie 1992, cu 300 de locuri, având profilurile medicină generală și radiologie – igienă, cu sediul pe strada Lotrului nr. 31. În prezent, școala are un număr de 60 de locuri și 20 de cadre didactice, dintre care 9 permanente.
- Universitatea Ecologică București - învățământ privat are din anul 2007 o filială în Caracal cu sediul în Colegiul Ioniță Asan. Forma de învățământ este cu frecvență zilnică, frecvență redusă și fără frecvență având și cursuri de masterat.

## Sport
Primele manifestări sportive la Caracal sunt cunoscute din anul 1923, când se înființează prima asociație sportivă în județul Romanați, numită Asociația Sportivă Răsăritul Caracal. Aceasta însemna o echipă de fotbal, alcătuită din elevi de liceu, care, timp de 22 de ani, până în 1945, avea să reprezinte orașul în campionatul Ligii Olteniei și în cel Districtual.
În anul 1936, în parcul Poroineanu, exista un teren de tenis, pe care îl folosea Societatea Tenis Club din Caracal, a cărei președintă era Lelia Policrah, iar secretar Dan Boruzescu. Echipa își disputa jocurile pe terenul amenajat la Regimentul 19 Infanterie, iar echipamentul era întreținut în cadrul regimentului.
După război, în 1945, unele competiții fotbalistice, întrerupte din cadrul Campionatului Districtual Oltenia, au fost reluate. Amenajarea bazei sportive din Caracal a început în 1960, în urma unui memoriu tehnic ce prevedea construirea unei tribune cu 650 de locuri. Fiind stadion de nivel raional, trebuia să asigure tribuna pentru 2000-5000 de locuri. În ianuarie 1961, baza sportivă este dată în folosință, cu un teren de fotbal de 70 x 105 m, o pistă de atletism de 400 m și o tribună de 650 locuri.
În timpul perioadei comuniste, apare mișcarea sportivă, care avea ca scop atragerea maselor de tineri în practicarea activității fizice, prin competiții sportive de masă: Cupa Unității Tineretului Muncitor, Cupa Tineretului Muncitor. În aceste întreceri, sportivii caracaleni au obținut o serie de rezultate foarte bune la atletism, handbal, volei, baschet, cros etc.
Caracalul s-a făcut cunoscut prin numele unor sportivi de performanță cum ar fi Mariana Stănescu, Viorica Ghican, Liviu Prica, Dumitru Marcu și alții.
Echipa de fotbal Sportul Muncitoresc (F.C. Caracal) din divizia C, s-a calificat de 4 ori în Cupa României. În anul 1977, a luat ființă, ca urmare a ordinului Ministerului Educației și Învățământului nr.1229/1977, Clubul Sportiv Școlar Caracal, ca unitate independentă. La înființare Clubul Sportiv Școlar Caracal a avut în structura sa secții de atletism, fotbal, handbal, box și lupte greco-romane. Secția de atletism de la CSS Caracal a obținut, în ultimii ani, peste 50 de medalii la competiții de nivel național si international.

### Echipe sportive
- CSS Caracal (atletism)
- CSS Caracal (handbal)
- FC Caracal (fotbal)
- Dolchimex Caracal (handbal)
- Romvag Caracal (handbal)
- Dinamo Zen Do Caracal (karate)
- ACS Romanati Sport Caracal (handbal)

## Sănătate
- Spitalul Municipal Caracal
- Centrul Medical CORAM
- Centrul Medical de Recuperare REHAB
- Ambulatorii de specialitate
- Cabinete de medicină a familiei
- Cabinete particulare

## Personalități
- Iancu Jianu (1787 – 1842), haiduc;
- Mihail Lapaty (1816 - 1860), pictor romantic;
- Constantin Poroineanu (1843 - 1908), politician liberal;
- Haralamb George Lecca (1873 - 1920), poet, dramaturg și traducător;
- Marius Bunescu (1881 – 1971), pictor;
- Gheorghe Argeșanu (1883 – 1940), politician, general militar, prim-ministru;
- Col. Ion Uță (1891 - 1949), luptător anticomunist;
- Neda Marinescu (1900 - 1959), fizician, cetățean de onoare[7] ;
- Dinu Bădescu (1904 - 1980), tenor;
- Vasile Maciu (1904 - 1981), istoric;
- Virgil Carianopol (1908 - 1984), poet;
- Nicolae Paul Mihail (1923 - 2013), scriitor și scenarist;
- Radu Șerban (1927 - 1984), compozitor;
- Silviu Stănculescu (1932 - 1998), actor;
- Aurelian Titu Dumitrescu (n. 1956), scriitor, discipol al lui Nichita Stănescu;
- Florin Iordache (n. 1960), ministru al Justiției, președinte al Camerei Deputaților;
- Marius Tucă  (n. 1966), jurnalist;
- Dan Diaconescu (n. 1967), jurnalist;
- Oliwer Dobre (n. 1974), campion mondial la Karate Tradițional, stilul Shotokan-Fudokan, cetățean de onoare;
- Marius Ștefănescu (n. 1998), fotbalist;
- Nicolae Păun (n. 1999), fotbalist.
- Matiu Paul- Doctor in Istorie (1951-2014)

## Politică și administrație

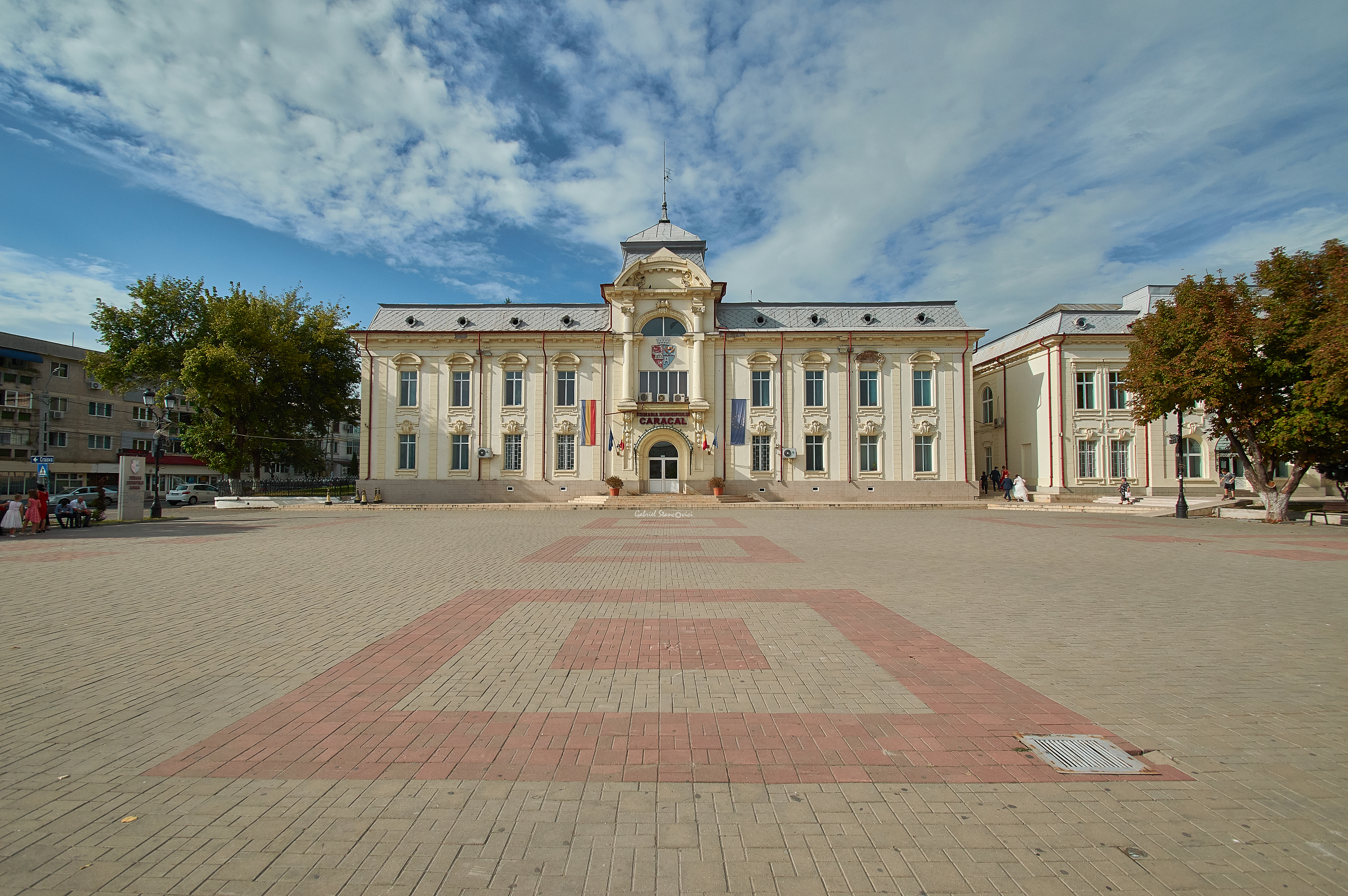
Primăria Municipiului Caracal

Municipiul Caracal este administrat de un primar și un consiliu local compus din 19 consilieri. Primarul, Ion Doldurea[*], de la Partidul Social Democrat, este în funcție din 2020. Începând cu alegerile locale din 2024, consiliul local are următoarea componență pe partide politice:
|  | Partid                          | Consilieri | Componența Consiliului | Componența Consiliului | Componența Consiliului | Componența Consiliului | Componența Consiliului | Componența Consiliului | Componența Consiliului | Componența Consiliului | Componența Consiliului | Componența Consiliului | Componența Consiliului | Componența Consiliului | Componența Consiliului |
|  | ------------------------------- | ---------- | ---------------------- | ---------------------- | ---------------------- | ---------------------- | ---------------------- | ---------------------- | ---------------------- | ---------------------- | ---------------------- | ---------------------- | ---------------------- | ---------------------- | ---------------------- |
|  | Partidul Social Democrat        | 13         |                        |                        |                        |                        |                        |                        |                        |                        |                        |                        |                        |                        |                        |
|  | Partidul Național Liberal       | 3          |                        |                        |                        |                        |                        |                        |                        |                        |                        |                        |                        |                        |                        |
|  | Alianța pentru Unirea Românilor | 2          |                        |                        |                        |                        |                        |                        |                        |                        |                        |                        |                        |                        |                        |
|  | Uniunea Salvați România         | 1          |                        |                        |                        |                        |                        |                        |                        |                        |                        |                        |                        |                        |                        |

### Orașe înfrățite
Municipiul Caracal este înfrățit cu următoarele localități:
- Montana, Bulgaria, Bulgaria
- Bialogard, Polonia
- Cerven Breag, Bulgaria
- Jelgava, Letonia

### Cartiere
| - HCC - Centru - Dr. Marinescu | - Fânărie - Libertății - Protoșeni | - Bold - Gară - Țuguiești |